# Jerusalem (Band)
Jerusalem ist eine christliche Hard-Rockband, die 1975 in Göteborg, Schweden gegründet wurde. Der Name der Band bezieht sich auf die Stadt Jerusalem.

## Geschichte
1975 gründete Ulf Christiansson (Gitarre, Gesang) die Band in Göteborg. Nach eigenen Angaben hatte er die Vision, eine christliche Hardrock-Band zu gründen, von Gott erhalten. Sein Auftrag sei es, jungen Menschen von Gott zu erzählen. Jerusalem war damit die erste schwedische christliche Hardrock-Band und hatte es besonders schwer, da die Band starke Kritik von Seiten kirchlicher Institutionen und einzelner Christen erntete, die Hardrock mit Drogenkonsum und Satanismus assoziierten. 1978 erschien das selbstbetitelte Debütalbum, das sich eigenen Angaben nach 20.000 mal in den ersten sechs Monaten verkaufte.
1980 erschien das zweite Album, schlicht Volume 2 betitelt. Pat Boone gab die beiden LPs über seine Plattenfirma Lamb and Lion in den Vereinigten Staaten heraus. Mit dem dritten Album Warrior (in Schweden: Krigsman) ging ein Line-up-Wechsel einher und Peter Carlsohn (Bass), sowie Michael Ulvsgärd (Schlagzeug) wurden Teil der Band. 1983 erschien Vi Kan Inte Stoppas. Nach erfolgreichen Tourneen zwischen 1983 und 1985, unter anderem auch in den USA, beschloss Jerusalem zu pausieren. Zum Abschied erschien ein Livealbum der Band mit Aufnahmen ihrer US-Tourneen. 1987, als Reaktion auf den aufkeimenden (textlichen) Satanismus im Metal veröffentlichte die Band mit Reidar Ingvald Paulsen am Keyboard das Album Dancing on the Head of the Serpent, das wegen seines Coverartworks (ein Armeestiefel, der auf einen Dämon tritt) von Teilen der christlichen Rockszene abgelehnt wurde. Nach einer weiteren Pause erschien 1992 das Album Prophet.
Nach der Veröffentlichung einiger Livealben und Kompilationen erschien 2010 das Album She, ein Konzeptalbum über Babylon.

## Stil
Jerusalem spielte zu Beginn Hard Rock im gängigen Stil der 1970er Jahre mit christlichen Texten, was zu dieser Zeit sowohl in Schweden, als auch im Rest der Welt relativ ungewöhnlich war. Zu Beginn veröffentlichten sie ihre Alben meist in zwei Versionen: eine in schwedisch und eine für den englischsprachigen Markt. Ab den 1980er Jahren spielte Jerusalem einen an dem Hair Metal orientierten Stil mit diversen Pop-Einflüssen. Mit dem Comebackalbum Dancing on the Head of the Serpent wurden nur noch englischsprachige Lieder veröffentlicht. Ab den 1990ern übernahmen sie einen an U2 erinnernden Gitarrensound mit Echoeffekten.

## Diskografie

### Alben
- 1978: Jerusalem Volume 1 (auch Volym 1) (Lamb & Lion Records [USA], Prim)
- 1980: Jerusalem Volume 2 (auch: Volym 2) (Lamb & Lion Records [USA], Prim)
- 1981: Warrior (auch: Krigsman) (Prim)
- 1983: Can’t Stop Us Now (auch: Vi Kan Inte Stoppas) (Royal Music)
- 1987: Dancing on the Head of the Serpent (Refuge Records)
- 1994: Prophet (Viva Records)
- 2010: She (Pierced Records)
- 2017: All My Doors Are Open
- 2023: Stygn (Pierced Records)

### Singles und EPs
- 1994: The Waiting Zone (Viva Records)

### Livealben
- 1985: In His Majesty’s Service - Live in USA (Refuge Records)
- 1998: Live – På ren Svenska (2CD, Fruit Records)

### Kompilationen
- 1987: 10 Years After (Refuge Records)
- 1993: Jerusalem Klassiker 1 (Fruit Records) (enthält je 7 Lieder von Jerusalem und Volume 2)
- 1993: Jerusalem Klassiker 2 (Fruit Records) (enthält je 7 Lieder von  Krigsman und Vi Kan Inte Stoppas)
- 1995: Jerusalem Classics 3 (Fruit Records) (enthält 7 Lieder von In His Majesty’s Service - Live in USA und 9 von Dancing on the Head of the Serpent)
- 1996: Volym Tre (Fruit Records) (unveröffentlichte Lieder)
- 1996: Those Were the Days (Fruit Records) (englischsprachige Version von Volym Tre)
- 1997: Volüm Fyra (Fruit Records) (unveröffentlichte Lieder)
- 1997: R.A.D. (Rock Against the Devil) (Fruit Records) (englischsprachige Version von Volüm Fyra)
- 1998: Classics (2CD, Jerusalem Music International)
- 2006: Tretti (2CD, Pierced Records)